# 프랑스계 미국인
프랑스계 미국인은 프랑스인을 조상으로 두었거나 프랑스 출신의 미국 국민이다. 현재 약 1180만 명의 프랑스계 미국인이 있으며, 그중 약 160만 명은 가정에서도 프랑스어를 사용하고있다. 2000년의 조사에 따르면 추가 45만 명이 프랑스어를 바탕으로 한 크리올어를 사용한다.

## 같이 보기
- 프랑스인
- 유럽계 미국인